# Adatepe, Ceyhan
Adatepe là một xã thuộc huyện Ceyhan, tỉnh Adana, Thổ Nhĩ Kỳ.